# Principio antropico
Il principio antropico afferma, in ambito fisico e cosmologico, che le osservazioni scientifiche sono soggette ai vincoli dovuti alla nostra esistenza di osservatori, cercando di spiegare, sulla base di tale concetto, le attuali caratteristiche dell'Universo.
Il termine «principio antropico» fu coniato nel 1973 da Brandon Carter durante il simposio Confronto delle teorie cosmologiche con i dati delle osservazioni tenutosi a Cracovia nel quadro delle celebrazioni per il cinquecentesimo anniversario della nascita di Niccolò Copernico. Nel suo intervento (Large Number Coincidences and the Anthropic Principle in Cosmology) Carter notava che «…anche se la nostra situazione non è "centrale", è inevitabilmente per certi versi privilegiata». Con tale affermazione intendeva mettere in guardia dall'uso eccessivo del principio copernicano e si proponeva di riportare all'attenzione degli scienziati un'apparente ovvietà: l'universo e le sue leggi non possono essere incompatibili con l'esistenza umana.
Proposto inizialmente come metodo di ragionamento, il principio antropico è stato nel tempo variamente interpretato.
Il progresso scientifico non esclude che possa emergere una teoria più approfondita dell'universo che permetta di dedurre i valori delle costanti fondamentali da un insieme meno numeroso di costanti fisiche, tali da ridurre l'ipotesi di una regolazione iperfine di origine sovrannaturale (a meno di una sensitività maggiore delle costanti trovate). In passato, ciò è avvenuto ad esempio con la deduzione delle costanti fondamentali della chimica a partire dalla meccanica quantistica.

## Origine ed enunciato originale
Il principio in realtà era già stato invocato prima che Carter lo formalizzasse. Nel 1957 Robert Dicke scrisse che «L'età dell'universo ora non è casuale ma condizionata da fattori biologici … [cambiamenti nei valori delle costanti fondamentali della fisica] precluderebbero l'esistenza dell'uomo per considerare il problema». Infatti l'uso di "principi antropici", ovvero di approcci finalistici, ebbe in passato più successo, o meno pregiudizi sfavorevoli, rispetto al periodo attuale. Ad esempio le obiezioni di Kelvin e Maxwell alle teorie di Darwin furono di tipo prettamente antropico.
Il valore delle costanti fondamentali della fisica è sintetizzato dalla costante di struttura fine.
L'enunciato di Carter ha due formulazioni denominate "debole" e "forte":
(cosiddetto "Principio antropico debole")
(cosiddetto "Principio antropico forte")
Carter presentò le sue idee sul principio antropico nel 1974 in una pubblicazione dell'Unione Astronomica Internazionale. Successivamente, nel 1983, sostenne che nella sua forma originale il principio intendeva solo mettere in guardia astrofisici e cosmologi da possibili errori nell'interpretazione dei dati astronomici e cosmologici se i vincoli biologici dell'osservatore venivano presi in considerazione. Sottolineò come un qualsiasi teorema scientifico, per poter essere considerato valido in cosmologia, non dovesse includere come condizione di validità l'impossibilità dell'esistenza di forme di vita nel cosmo.
Il principio antropico sottolinea dunque che viviamo in un universo che di fatto permette l'esistenza della vita come noi la conosciamo. Ad esempio se, alla nascita dell'universo, una o più costanti fisiche fondamentali avessero avuto un valore differente, non si sarebbero formate stelle, galassie, pianeti e la vita come la conosciamo non sarebbe stata possibile. Di conseguenza nel formulare teorie scientifiche bisogna porre attenzione a che siano compatibili con la nostra esistenza. Il principio, semplice in sé, ma non banale, è stato variamente interpretato, sino a essere impiegato per giustificare visioni di opposto significato.
Diversi testi sostengono che il principio antropico potrebbe spiegare costanti fisiche quali la costante di struttura fine, il numero di dimensioni dell'universo, e la costante cosmologica. In sé il principio, nella sua formulazione debole, non spiega ma restringe il campo delle possibili teorie e ne giustifica alcune.

## Interpretazione cosmologica
La reinterpretazione dell'enunciato di Carter, effettuata nel 1986 da John D. Barrow e Frank J. Tipler nel libro The Anthropic Cosmological Principle (Il principio antropico cosmologico) destò controversie, in quanto gli autori proponevano una nuova tipologia di principio antropico, denominata "principio antropico ultimo", per spiegare le coincidenze apparentemente incredibili che permettono l'esistenza del nostro universo e della vita intelligente all'interno di esso. Barrow e Tipler sottolinearono che tutte le caratteristiche dell'universo sembrano dipendere da un insieme di costanti cosmologiche fondamentali che allo stato attuale di conoscenza sono considerate indipendenti. Siccome non tanto lo sviluppo di vita intelligente, ma la stessa esistenza dell'universo come lo conosciamo verrebbe meno in caso di variazioni infinitesime di questi valori, conclusero che non si può studiare la struttura attuale dell'universo senza tenere in conto le nostre esigenze fisiche.
Nel loro libro enunciarono tre nuove versioni del principio antropico, divergendo dall'enunciato di Carter:
- Principio antropico debole:
 "I valori osservati di tutte le quantità fisiche e cosmologiche non sono equamente probabili ma sono limitati dal requisito che esistono luoghi dove può evolversi la vita basata sul carbonio  e dal requisito che l'universo sia abbastanza vecchio da averlo già permesso."
- Principio antropico forte:
"L'universo deve avere proprietà che a un certo punto della sua storia permettano alla vita di svilupparsi al suo interno."
- Principio antropico ultimo:
"Deve necessariamente svilupparsi una elaborazione intelligente dell'informazione nell'universo, e una volta apparsa, questa non si estinguerà mai."

Barrow e Tipler derivano il principio antropico ultimo da quello forte, considerando che non ha senso un universo capace di produrre vita intelligente che non duri a sufficienza per svilupparla. Benché sottolineino che il loro compito sia semplicemente di esporre teorie, non di crederci, spingono verso una visione assai diversa da quella di Carter.

## Il dibattito
Le tesi di Carter, e ancor più quelle di Barrow e Tipler, diedero inizio a numerosi contributi e controversie, fra cui:
- Stephen Hawking affermò che l'esistenza di altre galassie e l'omogeneità e isotropia a grande scala dell'universo sembrano in contrasto con il principio antropico forte.[5] In seguito all'adesione al modello della Teoria M, cambiò opinione, diventando deciso sostenitore del principio antropico.[6]
- Paul Davies ha sviluppato un modello inflazionistico del principio antropico.[7] Questo modello fu discusso nel libro di Barrow e Tipler del 1986.
- John Archibald Wheeler suggerì il "principio antropico partecipatorio", una versione alternativa del principio antropico forte: gli osservatori sono necessari all'esistenza dell'universo, in quanto necessari alla sua conoscenza. Quindi gli osservatori di un universo partecipano attivamente alla sua stessa esistenza. Nel 2005, nell'articolo The Drake Equation: Adding a METI Factor, il classico principio antropico partecipatorio ricevette una sua naturale estensione: "La missione dei mittenti consiste nel consegnare la coscienza nell'Universo". In altre parole, l'intelligenza è in grado di decidere se riempire l'Universo con segnali ragionevoli a bassa entropia (si veda in SETI League - May 2005 e in russo Вестника SETI - N.9/26, ISSN 1994-3016).
- Leonard Susskind osservò che la teoria delle stringhe rafforza le basi del principio antropico. Tale teoria prevede un intero insieme di universi possibili, il multiverso. Solo gli universi in grado di supportare la vita sono conoscibili, gli altri rimangono fuori da qualsiasi possibilità di osservazione.
- Steven Weinberg afferma che il principio antropico, applicato alla teoria delle stringhe, "può spiegare come mai le costanti di natura assumano valori adatti alla vita, senza chiamare in causa un universo a taratura fine e un creatore."[8]

## Critiche della comunità scientifica

### Mancanza di capacità predittiva
Con riferimento in particolare al principio antropico debole, è stato affermato che esso non è in grado di fornire predizioni verificabili scientificamente e quindi non è una teoria scientifica.
Tuttavia John Leslie, un filosofo della scienza, formula alcune predizioni in base al principio antropico forte, nella versione di Carter:
- Gli sviluppi in campo fisico rafforzeranno l'idea che le prime transizioni di fase avvennero probabilisticamente e non deterministicamente.
- Sopravviveranno alla investigazione teoretica vari metodi per la generazione di universi multipli.
- Le possibilità di un universo a taratura fine saranno accreditate.
- I tentativi di scoprire forme di vita non basate sul carbonio falliranno.
- Gli studi matematici sulla formazione delle galassie confermeranno che la loro esistenza dipende criticamente dal tasso di espansione dell'universo.

Da un punto di vista prettamente scientifico ci attendiamo, in base al principio antropico, che le costanti di natura che assumono valori "particolari" (prossimi a zero o uno ad esempio) assumano valori che deviano dal valore particolare quel tanto che basta a supportare la vita. Un esempio in questo senso è il valore piccolo (120 ordini di grandezza più piccolo di quanto ci si aspetterebbe), ma apparentemente non nullo della costante cosmologica.

### Mancanza di immaginazione
La versione debole è criticata in quanto "enunciata per mancanza di immaginazione" perché teorizza che nessun'altra forma di vita sia possibile (v. sciovinismo del carbonio). Tuttavia nella trattazione di Barrow e Tipler l'analisi non è limitata alla vita basata sul carbonio, ma si estende anche a forme di vita esotiche (che gli autori ritengono altamente improbabili). Inoltre, la gamma di costanti che permetterebbe l'evoluzione di forme di vita basate sul carbonio potrebbe essere meno limitata di quanto proposto. La versione forte non risulta verificabile, dimostrabile, non necessaria, e non fornirebbe predizioni valide; quindi carente nei requisiti di validità teorica.

### Posizione del movimento del disegno intelligente
La posizione dei sostenitori del movimento del Disegno Intelligente, consistente nella supposta esistenza di un'entità intelligente e onnipotente, ricade negli atteggiamenti di natura fideistica, pertanto estranei alle argomentazioni della scienza moderna.
I propositori di tale movimento traggono supporto dal principio antropico, nella riformulazione forte di Barrow e Tipler: l'esistenza di universi alternativi sarebbe suggerita per altre ragioni e il principio antropico fornirebbe supporto aggiuntivo alla loro esistenza. Ipotizzando che alcuni universi possibili potrebbero supportare vita intelligente, alcuni universi reali devono farlo per davvero (e il nostro è uno di questi). Comunque, alternative alla congettura del progetto intelligente non si limitano a proporre l'esistenza di universi alternativi. Inoltre si è argomentato che il principio antropico, com'è enunciato convenzionalmente, sarebbe in contrasto con le ipotesi avanzate dal movimento del progetto intelligente (cfr. la voce "universo a taratura fine").

### Pregiudizio antropico e ragionamento antropico
Nel 2002, Nick Bostrom, un filosofo, si è chiesto se "... è possibile riassumere l'essenza degli effetti di selezione delle osservazioni in un enunciato semplice".
Egli concluse che era possibile, ma che «molti "principi antropici" sono semplicemente confusi. Alcuni, specialmente quelli che traggono ispirazione dagli scritti di Brandon Carter, sono ragionevoli, ma troppo deboli per svolgere un qualsiasi lavoro scientifico. In particolare, sostengo che le metodologie esistenti non permettono di derivare qualsiasi conseguenza osservazionale dalle teorie cosmologiche contemporanee, nonostante il fatto che queste teorie siano testate dagli astronomi abbastanza facilmente, in modo empirico. Per colmare questo vuoto metodologico serve una formulazione più adeguata di come gli effetti della selezione delle osservazioni debbano essere tenuti in conto.»
Il suo assunto è "che si deve pensare a sé stessi come a osservatori casuali appartenenti a una classe di riferimento adeguata." Egli espande quest'idea in un modello di pregiudizio antropico e ragionamento antropico dovuto all'incertezza di non conoscere il proprio posto nel nostro universo - o addirittura chi "noi" siamo. Questo può essere anche un modo di superare diversi limiti dei pregiudizi cognitivi inerenti agli esseri umani che compiono le osservazioni e condividono modelli del nostro universo usando la matematica, come suggerito nella scienza cognitiva della matematica.